# Fusine Govaert
Pour les articles homonymes, voir Govaert.
Fusine Govaert est une joueuse américaine de hockey sur gazon. Elle évolue au poste de milieu de terrain au Hudson Valley et avec l'équipe nationale américaine.

## Biographie
- Naissance le 27 avril 1998 à Bedford.
- Élève à Boston College.

## Carrière
Elle a fait ses débuts le 2 avril 2022 contre les Pays-Bas à Amsterdam lors de la Ligue professionnelle 2021-2022.